# Idioma chatisgarí
El idioma chatisgarí (छत्तिसगढ़ी Chattisgaṛhī) es una lengua hablada en el estado indio de Chhattisgarh, considerado una variedad indoaria central cercana al hindi. Tiene 11,5 millones de hablantes aproximadamente.
- Datos: Q33158
- Multimedia: Chhattisgarhi language / Q33158